# Skating Hockey Club Monza 1933
Questa voce raccoglie le informazioni riguardanti lo Skating Hockey Club Monza nelle competizioni ufficiali della stagione 1933.

## Maglie e sponsor
| 1ª divisa |

## Organico

### Giocatori
| N° | Naz.              | Ruolo | Sportivo          |  |  |  |
| -- | ----------------- | ----- | ----------------- |  |  |  |
| ?  | Italia (bandiera) | E     | Massimo Colombo   |  |  |  |
| ?  | Italia (bandiera) | E     | Ermanno Colzani   |  |  |  |
| ?  | Italia (bandiera) | E     | Federico Fossati  |  |  |  |
| ?  | Italia (bandiera) | E     | Luigi Kullmann    |  |  |  |
| ?  | Italia (bandiera) | E     | Ambrogio Mauri    |  |  |  |
| ?  | Italia (bandiera) | P     | Giovanni Radaelli |  |  |  |

### Staff tecnico
- Allenatori: Orazio Zorloni e Natale Gaudenzi
- Allenatore in seconda:
- Meccanico:

### Libri
- Gianfranco Capra Mario Scendrate, Hockey su pista in Italia e nel mondo, Novara, S.E.N., 1984.
- Storia del club firmata da Giandomenico Barzaghi (giornalista de Il Cittadino di Monza).

### Giornali
- Il Popolo di Monza organo del Fascio di Monza, giornale settimanale del 1933 edito il martedì, conservato microfilmato presso la Biblioteca Nazionale Braidense di Milano e la Biblioteca Comunale di Monza. La stagione 1933 è consultabile online sul sito bdl.servizi.it.
- Il Cittadino di Monza del 1933, edizione del giovedì, settimanale conservato presso la Biblioteca Nazionale Braidense di Milano e la Biblioteca Comunale di Monza. La stagione 1933 è consultabile online sul sito bdl.servizirl.it.